# Liste der Nummer-eins-Hits in Finnland (2000)
Diese Liste enthält alle Nummer-eins-Hits in Finnland im Jahr 2000. Es gab in diesem Jahr 18 Nummer-eins-Singles und 20 Nummer-eins-Alben.
| Singles | Alben |
| --- | --- |
| - HIM – Join Me (in Death) - 12 Wochen (18. Dezember 1999 – 10. März 2000, insgesamt 13 Wochen; siehe 1999) - HIM – Right Here in My Arms - 1 Woche (11. März – 17. März) - Madonna – American Pie - 1 Woche (18. März – 24. März) - Mari Rantasila – Vain rakkaus - 5 Wochen (25. März – 28. April) - A-Tyyppi feat. Antero Mertaranta – Ihanaa, Leijonat, ihanaa (Siperia opettaa remix) - 1 Woche (29. April – 5. Mai) - Darude – Feel the Beat - 2 Wochen (6. Mai – 19. Mai) - Children of Bodom – Hate Me! - 2 Wochen (20. Mai – 2. Juni) - Petri Nygard – Vitun suomirokki - 10 Wochen (3. Juni – 11. August) - Fintellingens feat. Petter & Peewee – Stockholm – Helsinki - 3 Wochen (12. August – 1. September) - CMX – Myrskyn ratsut - 1 Woche (2. September – 8. September) - Cliché – Why Is It So Beautiful? - 4 Wochen (9. September – 6. Oktober) - CMX – Jatkuu niinkuin sade - 1 Woche (7. Oktober – 13. Oktober) - U2 – Beautiful Day - 1 Woche (14. Oktober – 20. Oktober) - Klamydia – Ryssä mun leipääni syö - 2 Wochen (21. Oktober – 3. November) - HIM – Gone with the Sin - 1 Woche (4. November – 10. November) - Cliché – Even You - 1 Woche (11. November – 17. November) - Tyrävyö – 1000 X - 4 Wochen (18. November – 16. Dezember) - Joulumantelit – Joulun pelko - 2 Wochen (17. Dezember 2000 – 5. Januar 2001) | - Bomfunk MC’s – In Stereo - 2 Wochen (1. Januar – 14. Januar, insgesamt 9 Wochen; siehe 1999) - Sentenced – Crimson - 1 Woche (15. Januar – 21. Januar) - HIM – Razorblade Romance - 3 Wochen (22. Januar – 11. Februar, insgesamt 8 Wochen) - Apulanta – Plastik - 1 Woche (12. Februar – 18. Februar) - Stratovarius – Infinite - 1 Woche (19. Februar – 25. Februar) - AC/DC – Stiff Upper Lip - 2 Wochen (26. Februar – 10. März) - HIM – Razorblade Romance - 5 Wochen (11. März – 14. April, insgesamt 8 Wochen) - Hassisen Kone – Tarjolla tänään - 2 Wochen (15. April – 28. April) - Cypress Hill – Skull & Bones - 1 Woche (29. April – 5. Mai) - Janne Tulkki – Sisältä kultaa - 1 Woche (6. Mai – 12. Mai) - Nightwish – Wishmaster - 2 Wochen (13. Mai – 26. Mai) - Bon Jovi – Crush - 4 Wochen (27. Mai – 23. Juni) - Eminem – The Marshall Mathers LP - 7 Wochen (24. Juni – 11. August) - Petri Nygard – Mun levy! - 2 Wochen (12. August – 25. August) - Ismo Alanko Säätiö – Sisäinen solarium - 1 Woche (26. August – 1. September) - Darude – Before the Storm - 2 Wochen (2. September – 15. September) - Madonna – Music - 2 Wochen (16. September – 29. September) - Neljä Ruusua – Popmuseo - 2 Wochen (30. September – 13. Oktober) - Ultra Bra – Vesireittejä - 2 Wochen (14. Oktober – 27. Oktober) - U2 – All That You Can’t Leave Behind - 3 Wochen (28. Oktober – 17. November) - The Beatles – 1 - 6 Wochen (18. November 2000 – 5. Januar 2001) |